# Saint-Haon-le-Châtel
Saint-Haon-le-Châtel ist eine französische Gemeinde mit 630 Einwohnern (Stand: 1. Januar 2022) im Département Loire in der Region Auvergne-Rhône-Alpes (vor 2016: Rhône-Alpes). Saint-Haon-le-Châtel gehört zum Arrondissement Roanne und zum Kanton Renaison.

## Geographie
Saint-Haon-le-Châtel liegt etwa zwölf Kilometer westnordwestlich von Roanne im Forez. Knapp südlich des Gemeindegebietes verläuft der Fluss Oudan. Umgeben wird Saint-Haon-le-Châtel von den Nachbargemeinden Saint-Haon-le-Vieux im Norden und Renaison im Süden.

## Bevölkerungsentwicklung
| Jahr                       | 1962 | 1968 | 1975 | 1982 | 1990 | 1999 | 2006 | 2017 |
| Einwohner                  | 407  | 392  | 410  | 439  | 535  | 570  | 571  | 638  |
| Quellen: Cassini und INSEE |      |      |      |      |      |      |      |      |

## Sehenswürdigkeiten
- Kirche Saint-Eustache aus dem 12. Jahrhundert
- Ortsbefestigung aus dem 12. Jahrhundert
- Herrenhaus La Fleur de Lys
- Haus Pelletier

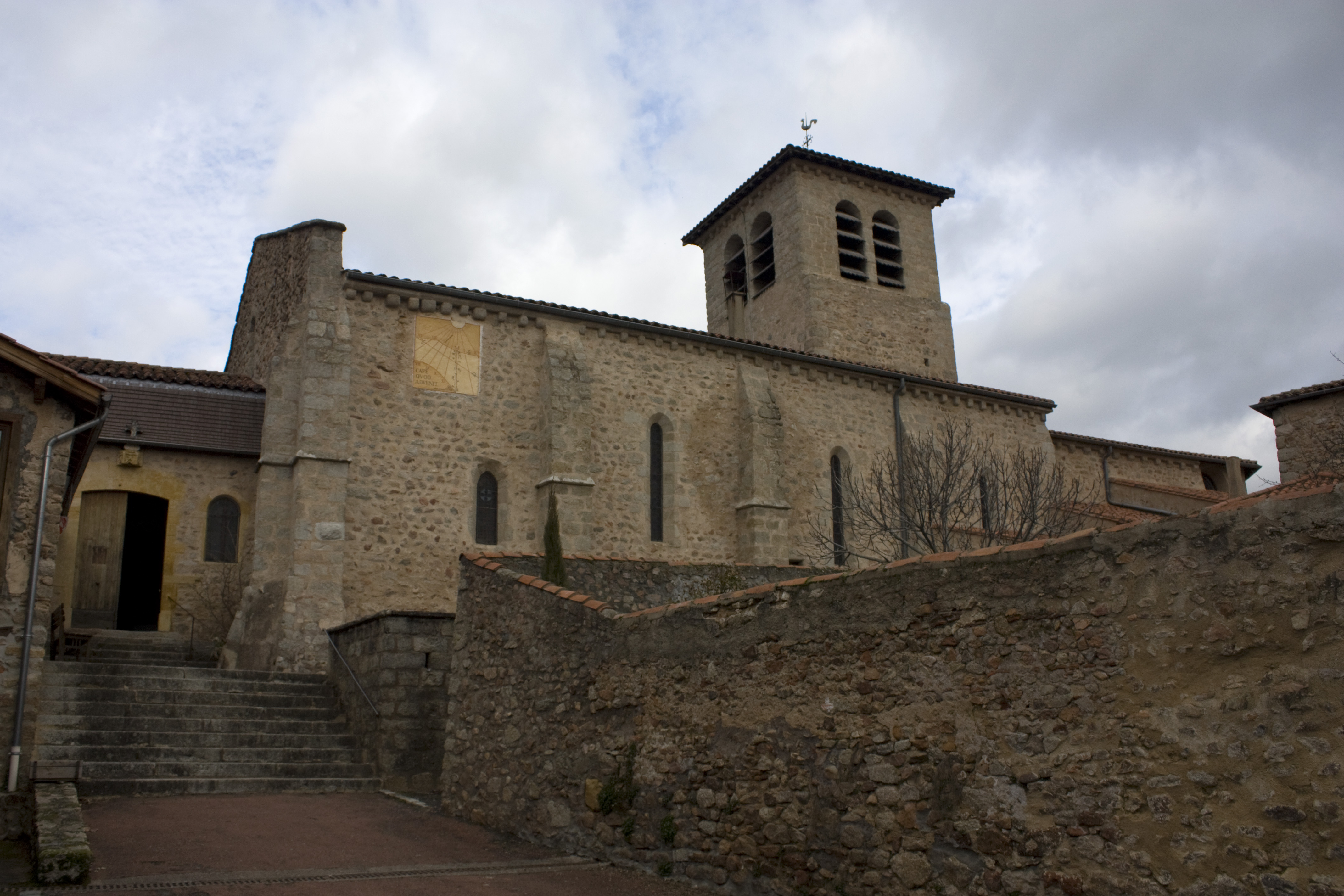
Kirche Saint-Eustache
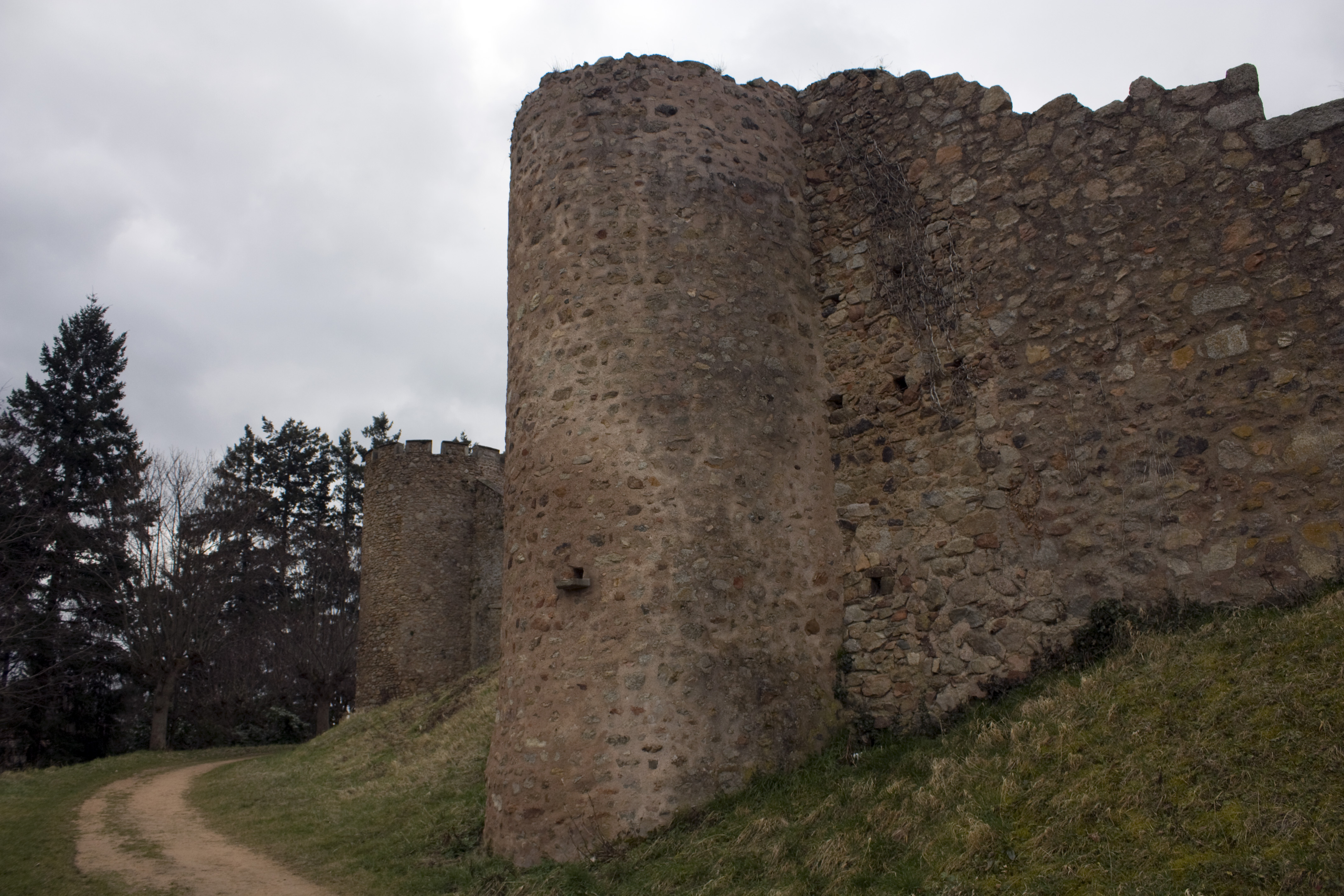
Befestigung
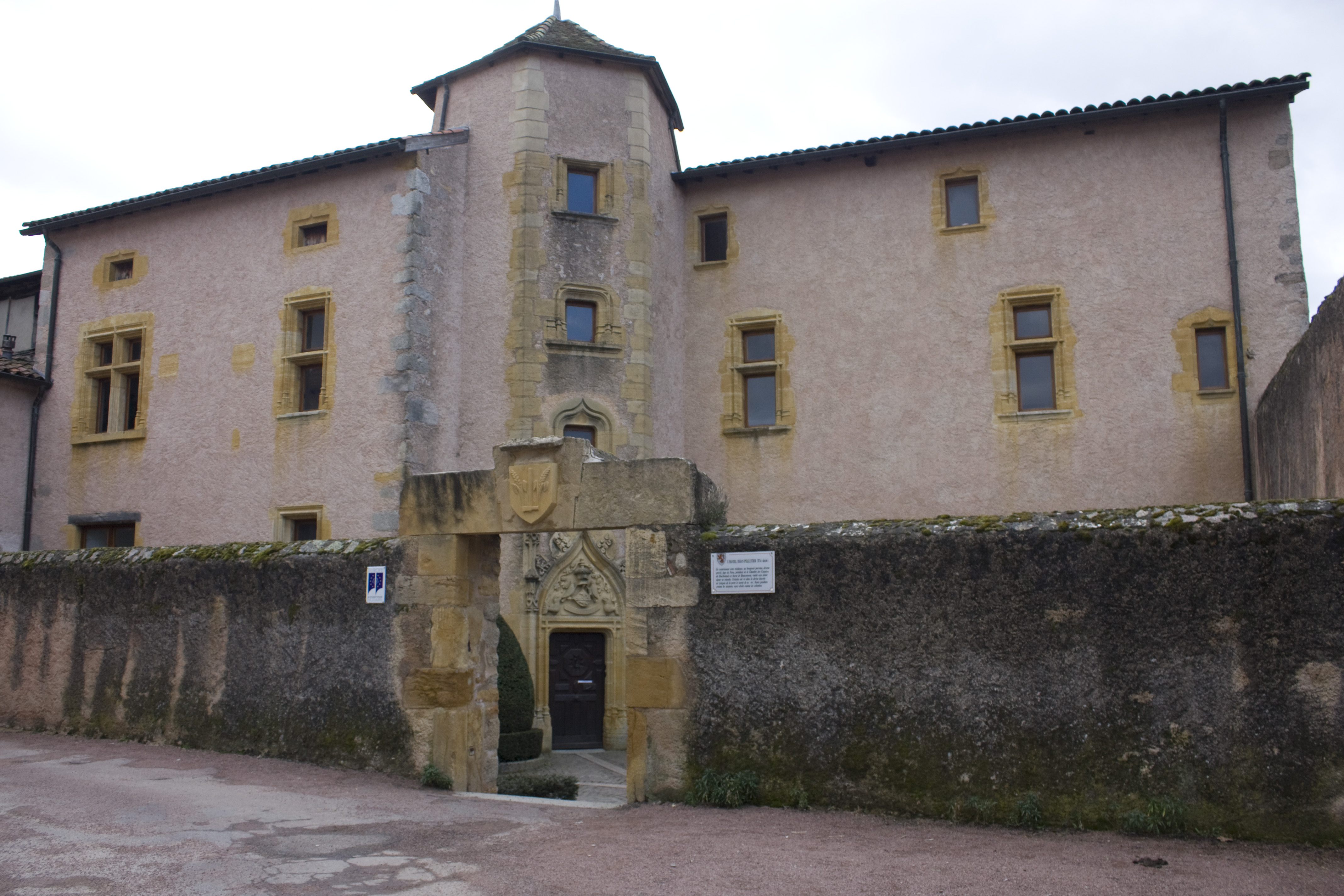
Haus Jehan Pelletier

## Persönlichkeiten
- Jean Jules Jusserand (1855–1932), Diplomat, Botschafter bei den Vereinigten Staaten von Amerika, hier begraben